# St. Mariä Aufnahme in den Himmel (Bad Langensalza)

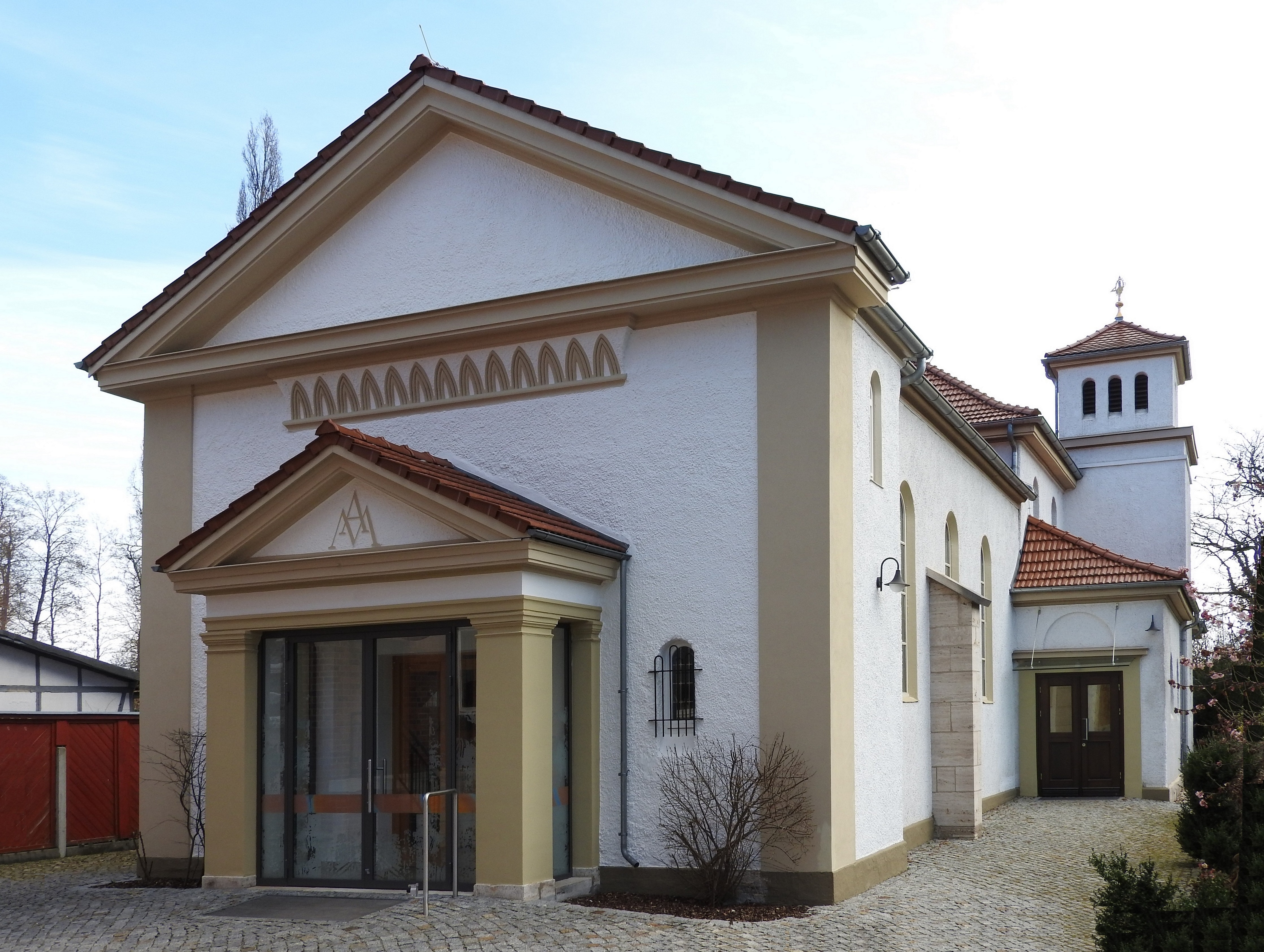
Römisch-katholische Kirche St. Mariä Aufnahme in den Himmel in Bad Langensalza

Die römisch-katholische Filialkirche St. Mariä Aufnahme in den Himmel steht in Bad Langensalza im thüringischen Unstrut-Hainich-Kreis. Sie ist Filialkirche der Pfarrei St. Josef Mühlhausen im Dekanat Nordhausen des Bistums Erfurt. Sie trägt das Patrozinium Mariä Aufnahme in den Himmel.

## Geschichte
Die ersten Gottesdienste nach der Reformation fanden für die in Bad Langensalza stationierten katholischen Soldaten statt. Regelmäßige Gottesdienste an Ostern und St. Michael wurden ab 1825 in der evangelischen Kirche St. Bonifatius durch den katholischen Militärpfarrer zelebriert. Aufgrund starken Zuzugs von Handwerkern und Gewerbetreibenden gab es immer mehr Katholiken in Bad Langensalza, sodass der Pfarrer aus Witterda 1839 beauftragt wurde, eine Gemeinde zu gründen. Eine erste Kapelle wurde 1847 errichtet und 1856 die erste Kirche. Das Pfarrhaus folgte 1888. Die heutige Kirche entstand 1923 durch eine groß angelegte Erweiterung des Vorgängerbaus.

## Architektur
Das Langhaus von 1856 ist ein klassizistischer Saalbau mit Rundbogenfenstern und einer antikisierenden Ädikula als Portal. Die 1923 im Osten angefügten Teile – niedrige Querhausarme, eine große, erhöhte Vierung, ein halbrund schließender Chor und ein quadratischer Glockenturm – wurden den vorgegebenen Bauformen angepasst.

## Ausstattung
In der Kirche stehen eine Pietà und eine sitzende Madonna mit Kind aus dem Mittelalter.
Das Fenster in der Apsis wurde 2008 von Wolfgang Nickel geschaffen. Das vier Meter lange, durchgehende, in einem Stück gefertigte Fenster galt lange als das längste Fenster Deutschlands.

## Orgel
Die Orgel wurde 1959 von Hans Helfenbein umgebaut und erweitert; dabei wurden Teile der Gebr. Späth-Orgel von 1914 wieder verwendet. Sie hat 13 Register auf zwei Manualen und Pedal. Register- und Tontraktur sind mechanisch.